# Guyana Police Force FC
O Guyana Police Force Football Club, mais conhecido como Police FC, é um clube de futebol de Georgetown, na Guiana. 
É um clube pertencente à academia de polícia guianense, a Police Force, fundada em 1839, por isso o seu nome.
Atualmente disputa a GFF Elite League, divisão da elite do futebol guianense, tendo sido promovido da Segunda Divisão na temporada 2018-19. Na edição de 2023, o clube foi derrotado na partida final do campeonato nacional pelo GDF FC.

## Ligações Externas
- Police FC - no Facebook